# Лубягино (Кировская область)
Лубя́гино — деревня в Федяковском сельском поселении Кирово-Чепецком районе Кировской области. Первоначально являлась селом.

## География
Расстояние до центра сельского поселения (деревня Шутовщина) — 15 км. Деревня находится в 6 километрах от микрорайона Радужный Нововятского района областного центра.
С января 2021 года с Кировом деревня связана пригородным автобусным маршрутом № 148, следующем через Нововятский район областного центра.
Расположена на возвышенной местности над рекой Якимиха.

## История
Дата основания — 1665 года. Основание села связано с построением деревянной церкви. Каменная Спасская церковь была построена в 1802 году, приход состоя из 41 селения. В селе имелись мужское земское начальное училище и  одноклассная женская церковно-приходская школа. Жители занимались хлебопашеством, а также ремёслами: производством гармоний, валяной обуви, роговых гребней, саней.
Согласно переписи населения 1926 года село — центр Лубягинского сельсовета, в нём проживает 27 человек (11 хозяйств).
В 1980-х годах в деревне Лубягино находилось отделение Опытного хозяйства «Пригородное».
В настоящий момент деревня активно развивается как участки для индивидуального жилищного строительства, построены несколько новых улиц.

## Население
| 2010 |
| ---- |
| 135  |

## Застройка
Улицы деревни: Клубная, Луговая, Новая, Полевая, Сосновая.